# Swertia chirayta
Swertia chirayta är en gentianaväxtart som först beskrevs av William Roxburgh, och fick sitt nu gällande namn av Karst.. Swertia chirayta ingår i släktet Swertia och familjen gentianaväxter. Inga underarter finns listade i Catalogue of Life.